# Deutsche Fußball-Amateurmeisterschaft 1961
Deutscher Fußball-Amateurmeister 1961 wurde die Amateurmannschaft von Holstein Kiel. Im Finale in Hannover siegte sie am 24. Juni 1961 mit 5:1 gegen den Siegburger SV 04.

## Teilnehmende Mannschaften
Es nahmen die Amateurmeister der fünf Regionalverbände teil:
| Mannschaft             | Regionalverband |
| ---------------------- | --------------- |
| SC Union 06 Berlin     | Berlin          |
| Holstein Kiel Amateure | Nord            |
| 1. FC Haßfurt          | Süd             |
| 1. FC Sobernheim       | Südwest         |
| Siegburger SV 04       | West            |

## Ausscheidungsspiel
|                    | Ergebnis  |                        |
| ------------------ | --------- | ---------------------- |
| SC Union 06 Berlin | 2:2 n. V. | Holstein Kiel Amateure |

### Wiederholungsspiel
|                    | Ergebnis |                        |
| ------------------ | -------- | ---------------------- |
| SC Union 06 Berlin | 1:4      | Holstein Kiel Amateure |

## Halbfinale
|                  | Ergebnis  |                        |
| ---------------- | --------- | ---------------------- |
| 1. FC Sobernheim | 2:5 n. V. | Holstein Kiel Amateure |
| Siegburger SV 04 | 5:4       | 1. FC Haßfurt          |

## Finale
| Holstein Kiel (Amateure)                                  | Holstein Kiel (Amateure) | Siegburger SV 04 | Siegburger SV 04 |
| --------------------------------------------------------- | --- | --- | ---------------- |
| Holstein Kiel (Amateure)                                  | \| Samstag, 24. Juni 1961 in Hannover (Niedersachsenstadion) \| \| Ergebnis: 5:1 (1:1) \| \| Zuschauer: 70.000 \| \| Schiedsrichter: Alfred Ott (Bad Hönningen) \|                             | \| Samstag, 24. Juni 1961 in Hannover (Niedersachsenstadion) \| \| Ergebnis: 5:1 (1:1) \| \| Zuschauer: 70.000 \| \| Schiedsrichter: Alfred Ott (Bad Hönningen) \|                      | Siegburger SV 04 |
| Holstein Kiel (Amateure)                                  | Jürgen Horn, Rudi Balsam, Horst Berszuk, Gerhard Broszat, Peter Rautenberg, Peter Lempfert, Ulrich Meyer, Horst Mund, Günter Lankeit, Manfred Podlich, Dieter Krafczyk Cheftrainer: Erich Wolf | Ernst Dykstra, Adolf Waletzke, Eberhard Alda, Jochen Alda, Jules Antoine, Willi Miebach, Hans Zimmermann, Peter Witter, Willi Römer, Karl Konik, Manfred Eder Cheftrainer: Karl Heimers | Siegburger SV 04 |
| Holstein Kiel (Amateure)                                  | 1:0 Krafczyk (6.) 2:1 Lankeit (46.) 3:1 Lankeit (61.) 4:1 Mund (66.) 5:1 Meyer (75.) | 1:1 Witter (31.) | Siegburger SV 04 |
| Samstag, 24. Juni 1961 in Hannover (Niedersachsenstadion) | | |                  |
| Ergebnis: 5:1 (1:1)                                       | | |                  |
| Zuschauer: 70.000                                         | | |                  |
| Schiedsrichter: Alfred Ott (Bad Hönningen)                | | |                  |